# モンゴル国の国立公園

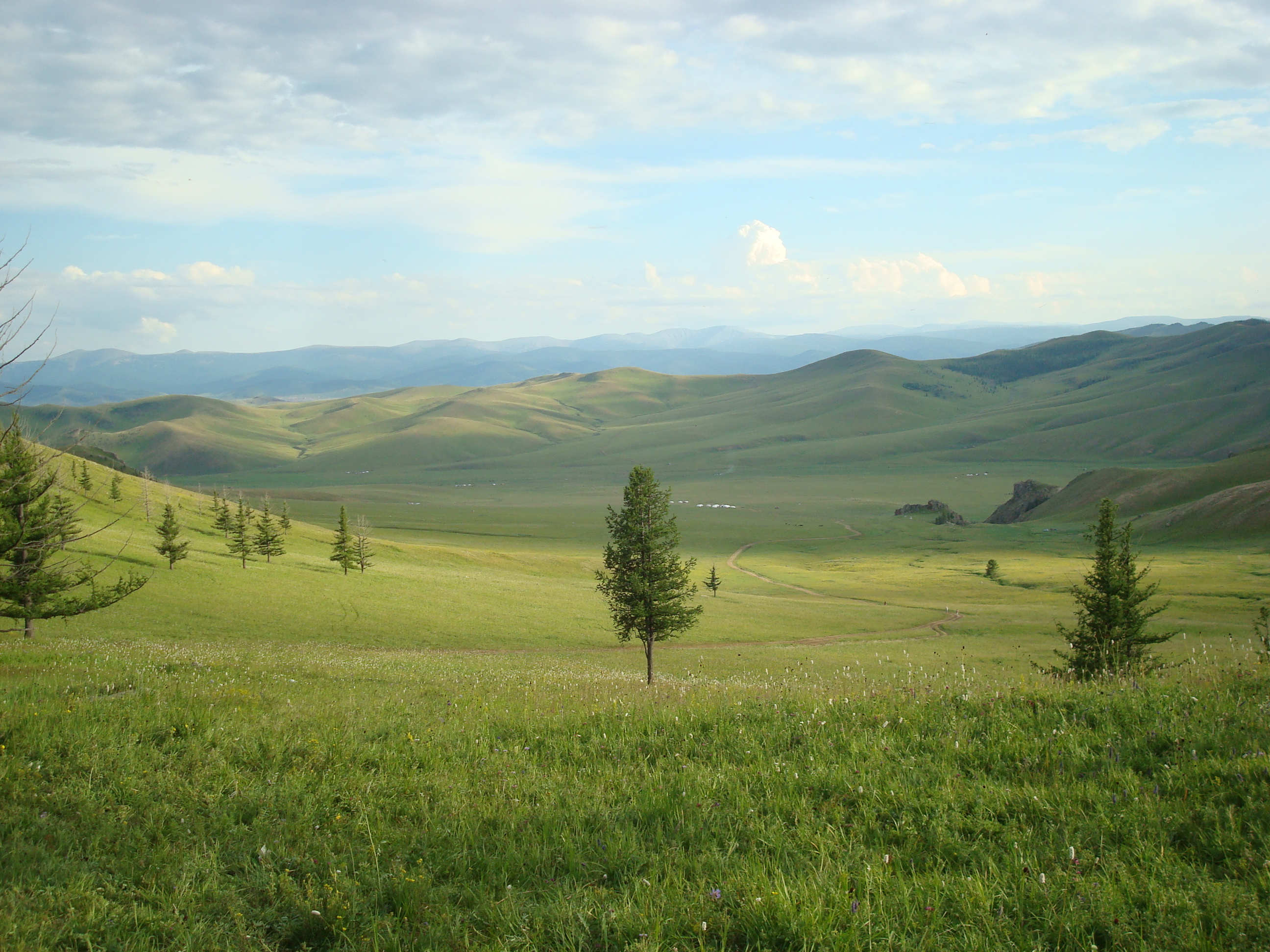
オルホン渓谷国立公園で。

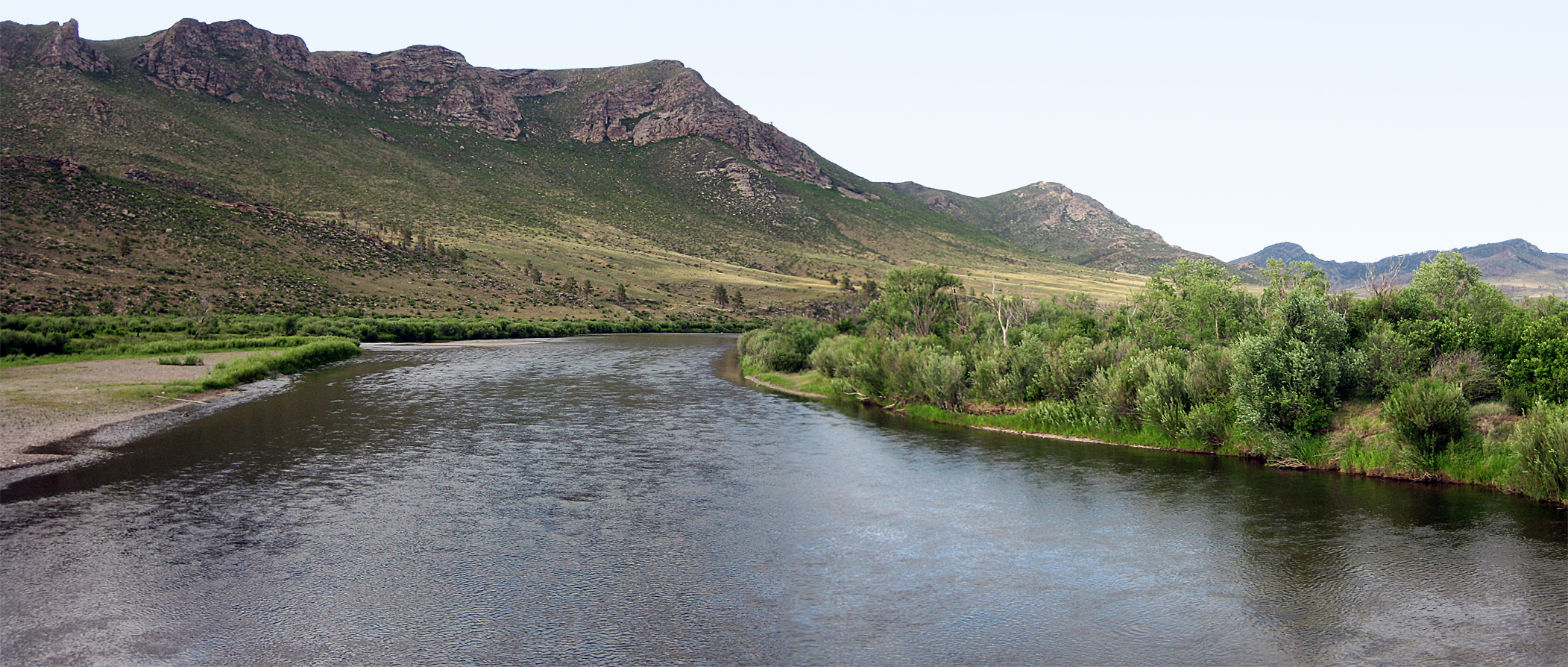
オノン川国立公園で。

モンゴル国の国立公園（もんごるこくのこくりつこうえん、モンゴル語: байгалийн цогцолбор газар）は、モンゴル国の国立公園に関して記述する。

## 概要
モンゴル国の「特別保護地区法」によると、「自然の包括的な土地」（モンゴル語: байгалийн цогцолбор газар、他の国または地域の「国立公園」に相当）は、歴史、文化的、科学的、教育的、生態学的な価値、国によって特別に保護されている分野で、自然の元の状態が比較的よく保存されている場所である。2020年5月7日の時点で、モンゴルの国家大会議は33の国立公園の設立を発表している。さらに、モンゴル国はまだ「神聖な禁止地域」（「厳重に保護された地域」に相当）、「自然管理および保護地域」および「記念地域」および他の種類の国家特別保護地域を持つ。
モンゴル国の国立公園は、自然・環境・観光省の配下にある。1965年に、ホルゴ山テルヒーン・ツァガーン湖国立公園が、モンゴルの最初の国立公園として設立された。それ以来、他の多くの国立公園が設立され、ウンドゥルハーン・ウウル（Undurkhaan Uul）は同国最小の国立公園であり、ゴビ砂漠国立公園（Gobi Gurvansaikhan National Park）は約27,000平方キロメートルの面積を持つ最大の国立公園である。

## 一覧
以下にモンゴル国の国立公園を、その名称またはその元になった関連日本語記事があるものを列挙する。
- オノン川国立公園 (チンギス・カン誕生の地))
- オルホン渓谷国立公園 (世界遺産)
- ゴビ砂漠国立公園
- テルヒーン・ツァガーン湖国立公園
- フブスグル湖国立公園

## 参照項目
- 国立公園
- モンゴル国の世界遺産